# Sofia Vassilieva
Sofía Vladimirovna Vassilieva (en cirílico: Софья Владимировна Васильева; Sof'ya Vladimirovna Vasil'yeva; Mineápolis, Minnesota, 22 de octubre de 1992) es una actriz estadounidense. Es conocida por su papel de Ariel Dubois en la serie de televisión Médium y por el personaje de Katherine "Kate" Fitzgerald en la adaptación en cine del libro My Sister's Keeper de Jodi Picoult.

## Carrera

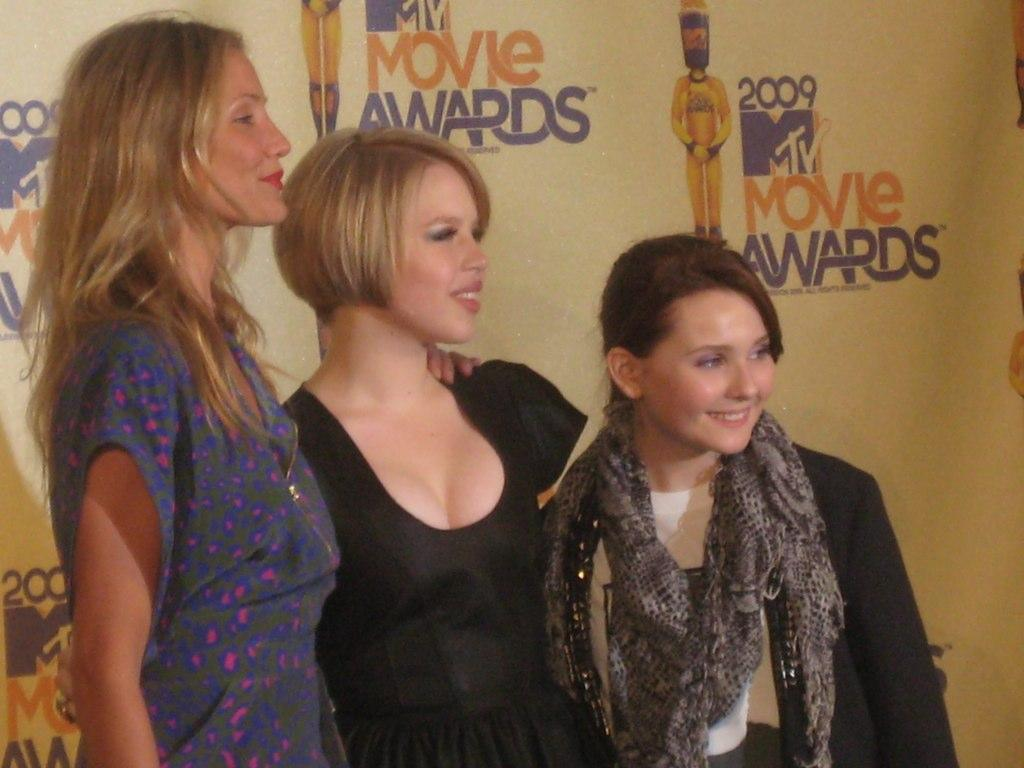
Cameron Diaz, Sofia Vassilieva y Abigail Breslin en los MTV Movie Awards 2009

Vassilieva nació en Minneapolis, Minnesota y es hija de los inmigrantes rusos, Larissa Vassilieva, bióloga, y Vladimir Vassiliev, físico.
A la edad de siete años, fue descubierta en el evento de la "Asociación Internacional de Modelos y Talentos" (IMTA) en Nueva York, donde ganó el título de Actriz infantil y el de primera suplente en la categoría de Modelo infantil del año 2000.
En menos de un año, obtuvo el papel de Elena, la nieta de un exgeneral ruso, en el episodio "Plazo" de la serie de televisión The Agency (2001-2003) de CBS.
En 2002, interpretó a Cindy Brady en La tribu de los Brady en la Casa Blanca (2002) con Shelley Long y Gary Cole. Un año más tarde, interpretó a una niña llamada Gina en Inhabited junto a Malcolm McDowell y participó en La mala semilla, en el papel que Patty McCormack interpretó en la versión de 1956.
En 2002 y 2003, interpretó a la heroína del libro infantil Eloise, en dos películas para televisión, Eloise en la Plaza y Eloise en Navidad, dirigidas por Kevin Lima y con la participación de Julie Andrews como niñera. Por su trabajo como Eloise, fue nominada a Mejor actriz joven a la Mejor actuación en una película para televisión, Miniserie o Especial por los Premios Artista Joven en 2004.
A los 11 años, en mayo de 2004, Sofía obtuvo el papel de Ariel DuBois en la serie Médium.
Fue presentadora de la categoría Family Feature Film en los Premios Génesis de la Humane Society en 2005. Ganó dos Premios Artista Joven en 2006, como Mejor actriz de reparto en Drama televisivo por su papel en la serie Médium y en 2010, como Mejor actriz de película por su papel en My Sister's Keeper.
En 2009, Sofía obtuvo el papel protagónico en la adaptación fílmica de la novela de Jodi Picoult My Sister's Keeper (La decisión de Anne en España o La decisión más difícil, en Hispanoamérica), junto a Cameron Diaz, Jason Patric y Abigail Breslin. La película fue dirigida por Nick Cassavetes y Sofía se afeitó la cabeza y las cejas para el papel de Kate, una enferma terminal de Leucemia promielocítica aguda.
Es estudiante de la Universidad de Columbia en Nueva York y habla ruso, francés e inglés con fluidez.

## Filmografía

### Cine
| Año       | Título                                     | Personaje       | Notas                             |
| --------- | ------------------------------------------ | --------------- | --------------------------------- |
| 2005-2011 | Medium                                     | Ariel Dubois    |                                   |
| 2009      | La decisión más difícil                    | Kate Fitzgerald |                                   |
| 2011-2013 | Ley y orden: Unidad de víctimas especiales | Sarah Walsh     | Serie de televisión (2 episodio)  |
| 2016      | Notorious                                  | Jenna           | Serie de televisión (1 episodio)  |
| 2016      | Lucifer                                    | Debra           | Serie de televisión (1 episodio)  |
| 2017      | Mentes Criminales: Sin Fronteras           | Roxy Bental     | Serie de televisión (1 episodio)  |
| 2018      | Black lightning                            | Looker          | Serie de televisión (episodio 06) |
| 2019      | Looking for Alaska                         | Lara Buterskaya | Miniserie                         |
| 2021      | The Little Things                          | Tina Salvatore  |                                   |